# Rhinoceros
Rhinoceros es un género de mamíferos perisodáctilos de la familia Rhinocerotidae, que incluye dos especies actuales de rinocerontes asiáticos caracterizadas por poseer un solo cuerno.

## Especies
El género Rhinoceros incluye las siguientes especies:
- Rhinoceros sivalensis †
- Rhinoceros paleindicus †
- Rhinoceros platyrhinus †
- Rhinoceros sinensis †
- Rhinoceros unicornis - rinoceronte indio
- Rhinoceros sondaicus - rinoceronte de Java